# Supernova vom Typ .Ia
Supernova vom Typ .Ia sind eine Untergruppe der thermonuklearen Supernovae. Die thermonuklearen Supernovae vom Typ Ia entstehen, wenn Weiße Zwerge die Chandrasekhar-Grenzmasse überschreiten und der Entartungsdruck die Eigengravitation nicht am Kollaps hindern kann. Durch den Kollaps kommt es in aus Kohlen- und Sauerstoff bestehenden Weißen Zwerge zu einem explosiven Brennen des Kohlenstoffs und die dabei freiwerdende Energie zerstört den entarteten Stern vollständig. Als Supernova vom Typ .Ia werden Typ Ia Supernovae bezeichnet, deren Leuchtkraft nur ein Zehntel der von normalen SN Ia erreichen. Diese Eigenschaft wird auf eine instabile Zündung des Heliumbrennen nahe der Oberfläche eines Weißen Zwergs in einem AM-Canum-Venaticorum-Stern zurückgeführt.
AM-Canum-Venaticorum-Stern sind eine Untergruppe der kataklysmischen Veränderlichen, die aus zwei Weißen Zwergen bestehen und bei denen der massereichere entartete Stern Materie von dem leichteren Weißen Zwerg akkretiert. Die heliumreiche Materie führt zunächst zu einem stabilen Heliumbrennen auf der Oberfläche der Weißen Zwergs, während dessen das wechselwirkende Doppelsternsystem als eine Superweiche Röntgenquelle beobachtet wird. Im Laufe der Entwicklung fällt die Akkretionsrate ab und die Kernfusion erlischt. In dem AM-CVn-System kommt es in den folgenden Millionen Jahren zu ungefähr 10 Heliumflashs, bei denen das Helium explosiv gezündet wird. Dieser Vorgang entspricht den Novaausbrüchen bei den wasserstoffreichen kataklysmischen Veränderlichen. Bei einer weiter fallenden Akkretionsrate kann sich bis 0,1 Sonnenmassen an Helium auf dem massereicheren Weißen Zwerg ansammeln. Durch den steigenden Druck zündet das Helium in einem letzten Flash an der Grenzschicht zwischen dem C/O-Kern und dem Helium. Es bildet sich ein konvektiver Energietransport, der zu einer Zündung des Kohlenstoffs im Kern des Weißen Zwergs führt. Im Gegensatz zu den normalen Supernovae Ia, die in Weißen Zwergen mit einer Masse von 1,4 Sonnenmassen auftreten, kann die Masse des Weißen Zwergs in .Ia Supernovae nur 0,6 Sonnenmassen betragen. Die Leuchtkraft erreicht nur ein Zehntel der normaler Supernovae, da es nur zu einer Verpuffung kommt. Die Lichtkurve zeigt einen steilen Anstieg der Helligkeit und Abfall, der sich deutlich von den normalen SN Ia unterscheidet während die spektralen Eigenschaften der einer normalen SN Ia entsprechen. SN 2010X ist als eine potentielle Supernova .Ia identifiziert worden, die alle aus Simulationen abgeleiteten Eigenschaften dieser Untergruppe der thermonuklearen Supernovae zeigt. Ungefähr ein Prozent aller thermonuklearen Supernovae sollte vom Typ .Ia sein.